# Phaulosia sordida
Phaulosia sordida là một loài bướm đêm thuộc phân họ Arctiinae, họ Erebidae.